# Carrie Russell
Carrie Russell, jamajška atletinja, * 18. oktober 1990, Jamajka.
Ni nastopila na olimpijskih igrah. Na  svetovnih prvenstvih je leta 2013 osvojila naslov prvakinje v štafeti 4x100 m.